# Poslaću ti ljubav
Poslaću ti ljubav är Suzana Jovanovićs andra studioalbum, utgiven år 1995 med bandet Južni Vetar.

## Låtlista
1. Poslaću ti ljubav (Jag skickar du älskar)
2. Daleka zemlja (Avlägset land)
3. Sto dukata jedna želja (Hundra dukater en önskan)
4. Nisam više ona žena (Jag är inte kvinnan)
5. Ne budi me (Inte få mig)
6. Crni čovek (Svart man)
7. Ptico moja lutalico (Min fågelvandrare)
8. Evo dođe, leto (Här kommer, sommar)